# Jędrzej Kasperczyk
Jędrzej Kasperczyk (* 20. Mai 1968 in Katowice) ist ein ehemaliger deutsch-polnischer Eishockeyspieler, der unter anderem für den EC Hedos München in der Bundesliga sowie die Kassel Huskies und Wedemark Scorpions in der Deutschen Eishockey Liga (DEL) aktiv war.

## Karriere
Jędrzej Kasperczyk begann seine Karriere 1986 in der polnischen Ekstraklasa bei Naprzód Janów, wo er drei Jahre spielte. Anschließend wechselte er nach Deutschland in die 2. Liga Nord zum ECD Sauerland. Während der Folgesaison verließ Kasperczyk Iserlohn, um für den EC Hedos München aus der Bundesliga zu spielen, wo er bis zum Ende der Saison 1991/92 blieb. Als Nächstes war der zweitklassige EC Hannover für eine Spielzeit die neue sportliche Heimat Kasperczyks, bevor er innerhalb der Liga den Verein wechselte, um für die Kassel Huskies auf Torejagd zu gehen. Die Saison verlief sehr erfolgreich und so stieg er mit dem Vizemeister Kassel in die neu gegründete Deutsche Eishockey Liga (DEL) auf, wo er noch zwei weitere Jahre für die Huskies die Schlittschuhe schnürte. 
1996 wechselte er innerhalb der DEL zum ESC Wedemark, den er jedoch nach 13 Spieltagen in Richtung 1. Liga Nord verließ, wo er den Rest der Spielzeit beim EHC Neuwied verbrachte. Mit der Mannschaft gewann Kasperczyk die Meisterschaft der zweitklassigen 1. Liga und den DEB-Ligapokal. Die folgenden zweieinhalb Spielzeiten verbrachte er in derselben Liga beim GEC Nordhorn, bis dieser infolge eines Insolvenzantrages den Spielbetrieb einstellte. Kasperczyk spielte die Saison beim Ligakonkurrent Hamburg Crocodiles zu Ende und gehörte in den folgenden zwei Jahren dem REV Bremerhaven an, mit dem er 2002 die Meisterschaft der 2. Bundesliga gewinnen konnte. Ein letztes Jahr in der 2. Bundesliga verbrachte er in der Spielzeit 2002/03 bei den Tölzer Löwen, ehe er die zwei folgenden Spielzeiten für die Dresdner Eislöwen aus der Oberliga bestritt, mit denen er 2005 die Meisterschaft gewinnen konnte. 
Die Saison 2005/06 begann Kasperczyk bei GKS Tychy in Polen, kehrte aber bereits nach sechs absolvierten Spielen wieder nach Deutschland zurück. Anschließend gehörte er sechs Jahre lang dem Kader des ESC Halle 04 an, für den er in diesem Zeitraum in der Oberliga und der Regionalliga spielte. Zur Saison 2011/12 wechselte Kasperczyk innerhalb der Oberliga zu den Icefighters Leipzig, bei denen er 2015 seine aktive Karriere beendete. Dem Verein blieb er anschließend für zwei Jahre als Co-Trainer erhalten. 

## Erfolge und Auszeichnungen
- 1990 Meister der 2. Bundesliga mit dem ECD Sauerland
- 1997 DEB-Ligapokalsieger mit dem EHC Neuwied
- 1997 Meister der 1. Liga mit dem EHC Neuwied
- 2002 Meister der 2. Bundesliga mit dem REV Bremerhaven
- 2005 Meister der Oberliga und Aufstieg in die 2. Bundesliga mit den Dresdner Eislöwen

## Karrierestatistik

### International
Vertrat Polen bei:
- U20-Junioren-Weltmeisterschaft 1987
- U20-Junioren-Weltmeisterschaft 1988
- B-Weltmeisterschaft 1999

(Legende zur Spielerstatistik: Sp oder GP = absolvierte Spiele; T oder G = erzielte Tore; V oder A = erzielte Assists; Pkt oder Pts = erzielte Scorerpunkte; SM oder PIM = erhaltene Strafminuten; +/− = Plus/Minus-Bilanz; PP = erzielte Überzahltore; SH = erzielte Unterzahltore; GW = erzielte Siegtore; 1 Play-downs/Relegation; Kursiv: Statistik nicht vollständig)